# Gynoplistia (Gynoplistia) ambulator
Gynoplistia (Gynoplistia) ambulator is een tweevleugelige uit de familie steltmuggen (Limoniidae). De soort komt voor in het Australaziatisch gebied.